# Linde (Struer)
Linde is een plaats in de Deense regio Midden-Jutland, gemeente Struer. De plaats telt 378 inwoners (2008).
- Library of Congress Control Number: n82023040
- Nationale Bibliotheek van Israël: 987007557580405171
- Virtual International Authority File: 155956480